# Amore e Psiche (Gérard)
Amore e Psiche (o Allegoria di Eros e Psiche) è un dipinto a olio di François Gérard esposto per la prima volta al Salon (mostra) del 1798. Attualmente viene conservato al museo del Louvre (con il numero d'inventario 4739).

## Storia e descrizione
La giovane principessa Psiche viene raffigurata mentre rimane alquanto sorpresa dal primo bacio che sta ricevendo da Cupido, (o Amore o Eros) il quale rimane invisibile ai suoi occhi. L'antico mito qui raccontato è una storia d'amore, ma anche una allegoria appartenente alla metafisica: Psiche è difatti la personificazione dell'anima umana, rapportata alla passione travolgente, alla libido. L'opera prodotta dal pittore francese che era stato allievo di Jacques-Louis David, testimonia dell'evoluzione della corrente artistica denominata neoclassicismo alle espressione di più profonda sensualità, in combinazione con una certa astrazione formale.
Il rapporto tra Amore e Psiche si ispira alla narrazione fattane dal poeta latino Apuleio ne Le metamorfosi, ed era un soggetto che ha ispirato a più riprese gli artisti neoclassici tra la fine del XVIII e l'inizio del XIX secolo, sia pittori, che scultori e scrittori. I gesti di Eros, dio dell'amore, rimangono misurati, privi quasi del tutto di passione e impegno. Le linee del corpo riflettono l'accurata attenzione rivolta all'anatomia. L'espressione di Psiche denota un rilassamento sereno ma distante, come gli sforzi per nascondere i suoi sentimenti. La capacità dell'artista si vede inoltre anche nella realizzazione della veste trasparente che copre le gambe della giovane.

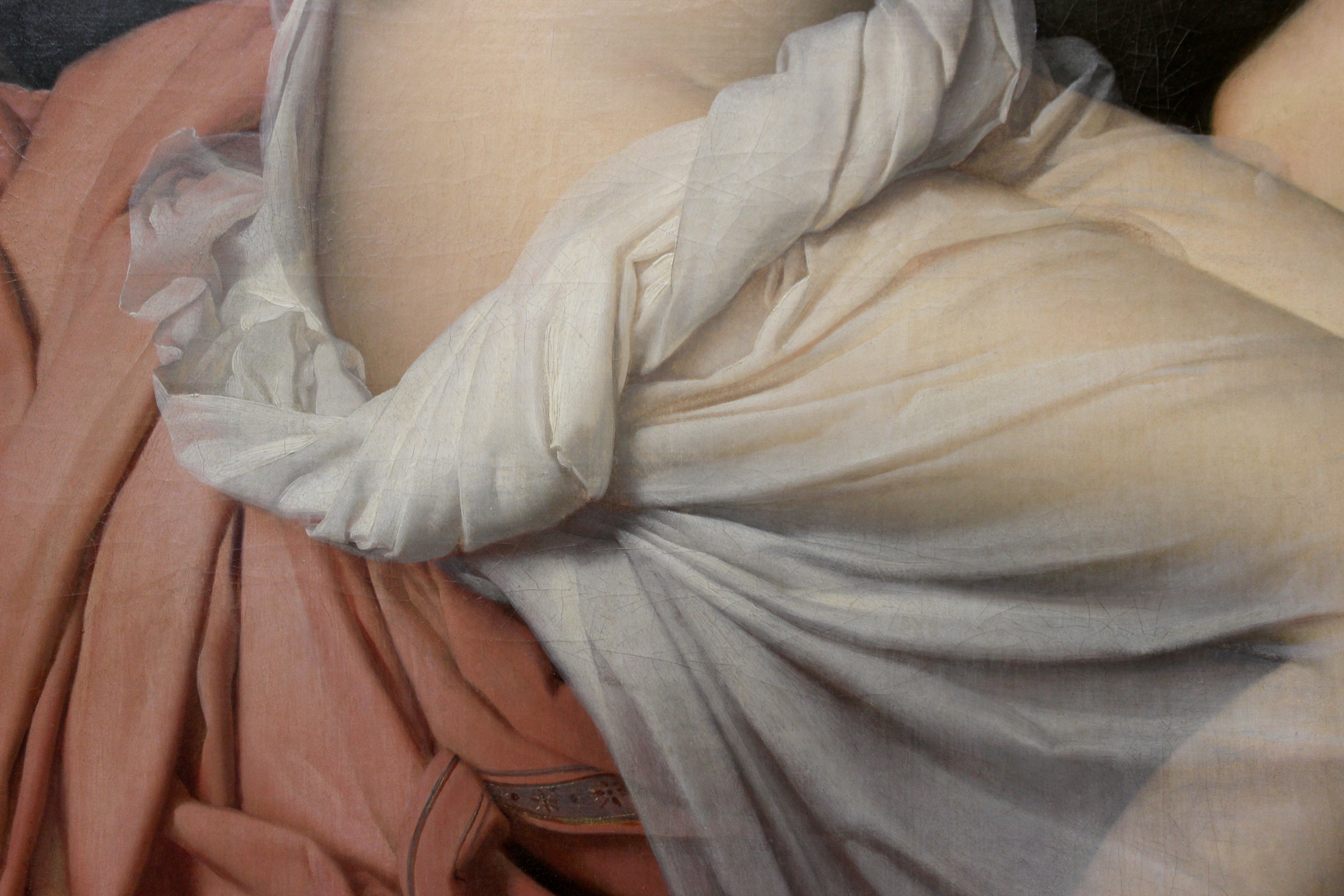
Dettaglio della veste in trasparenza sulle gambe di Psiche
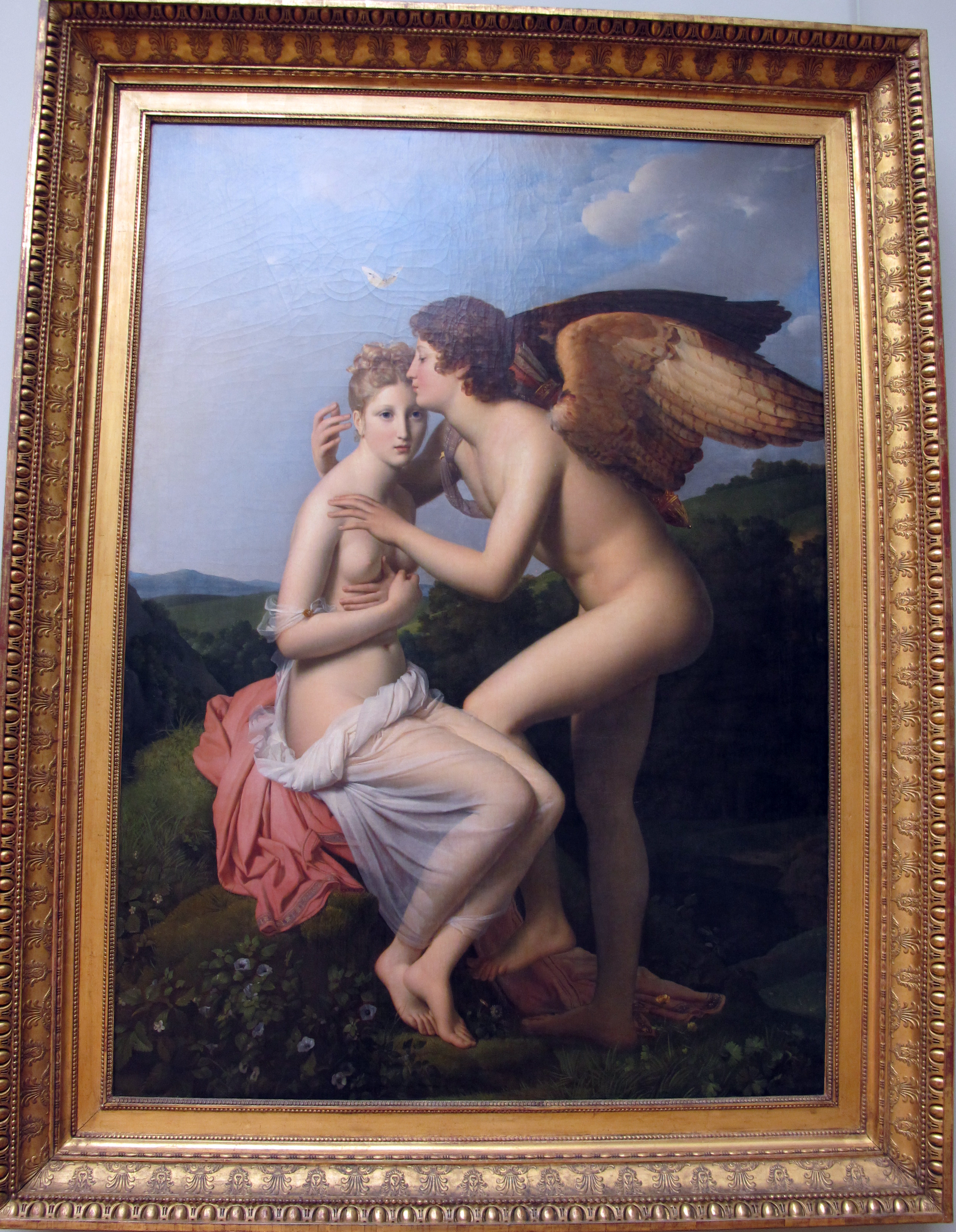
Il quadro in esposizione